# 圣迪济耶莱韦克
圣迪济耶莱韦克（法語：Saint-Dizier-l'Évêque，法語發音：[sɛ̃ dizje levɛk]）是法国勃艮第-弗朗什-孔泰大区贝尔福地区省的一个市镇，属于贝尔福区。

## 地理
圣迪济耶莱韦克（47°28'15"N, 6°57'40"E）面积10.83 平方千米，位于法国勃艮第-弗朗什-孔泰大區贝尔福地区省，该省份为法国东北部内陆省份，东临上莱茵省，北起孚日省，西接上索恩省，南与杜省和瑞士接壤。
与圣迪济耶莱韦克接壤的市镇（或旧市镇、城区）包括：巴德韦勒、博库尔、克鲁瓦、费什莱格利斯、勒伯坦、蒙布通、维拉尔勒塞克。

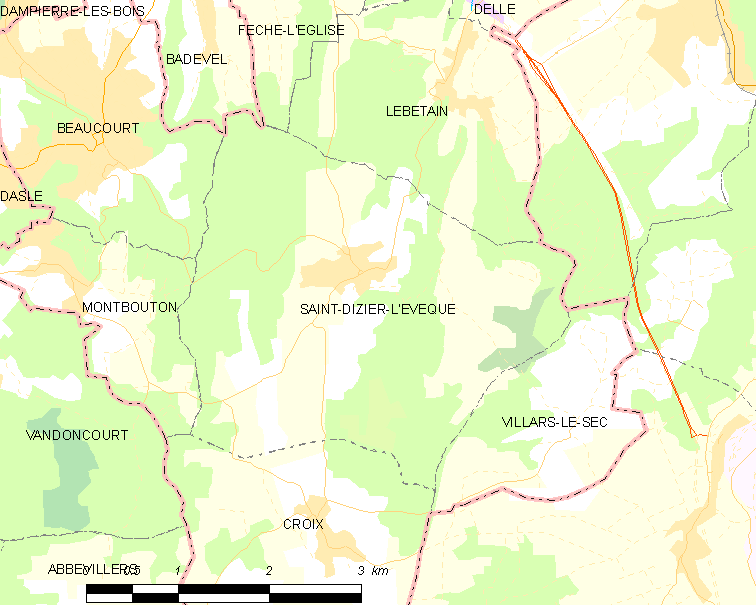
圣迪济耶莱韦克的OSM定位图

圣迪济耶莱韦克的时区为UTC+01:00、UTC+02:00（夏令时）。

## 行政
圣迪济耶莱韦克的邮政编码为90100，INSEE市镇编码为90090。

## 政治
圣迪济耶莱韦克所属的省级选区为代勒县。

## 人口

1962-2008年间圣迪济耶莱韦克人口变化图示

圣迪济耶莱韦克于2022年1月1日时的人口数量为430人。